# Berner Sport Club Young Boys 2007-2008
Questa voce raccoglie le informazioni riguardanti il Berner Sport Club Young Boys nelle competizioni ufficiali della stagione 2007-2008.

## Stagione
Nella stagione 2007-2008 lo Young Boys, allenato da Martin Andermatt, concluse il campionato di Super League al 2º posto. In Coppa Svizzera lo Young Boys fu eliminato ai quarti di finale dal Neuchâtel Xamax. In Coppa UEFA lo Young Boys fu eliminato al secondo turno preliminare dal Lens.

## Rosa
| N. |                           | Ruolo | Calciatore          |
| -- | ------------------------- | ----- | ------------------- |
| 1  | Svizzera (bandiera)       | P     | Marco Wölfli        |
| 2  | Tunisia (bandiera)        | D     | Saïf Ghezal         |
| 3  | Svizzera (bandiera)       | D     | Aron Liechti        |
| 4  | Brasile (bandiera)        | D     | Tiago Calvano       |
| 5  | Guinea (bandiera)         | D     | Kamil Zayatte       |
| 6  | Svizzera (bandiera)       | C     | Baykal Kulaksızoğlu |
| 8  | Svizzera (bandiera)       | C     | Alberto Regazzoni   |
| 10 | Svizzera (bandiera)       | C     | Hakan Yakın         |
| 11 | Costa d'Avorio (bandiera) | C     | Thierry Doubaï      |
| 12 | Argentina (bandiera)      | D     | Miguel Portillo     |
| 13 | Svizzera (bandiera)       | D     | Christian Schwegler |

| N. |                           | Ruolo | Calciatore              |
| -- | ------------------------- | ----- | ----------------------- |
| 14 | Svizzera (bandiera)       | C     | Christian Schneuwly     |
| 15 | Svizzera (bandiera)       | A     | Thomas Häberli          |
| 16 | Svizzera (bandiera)       | C     | Mario Raimondi          |
| 18 | Italia (bandiera)         | P     | Paolo Collaviti         |
| 19 | Spagna (bandiera)         | C     | Carlos Varela           |
| 20 | Turchia (bandiera)        | C     | Erhan Kavak             |
| 22 | Svizzera (bandiera)       | C     | Xavier Hochstrasser     |
| 26 | Svizzera (bandiera)       | A     | Marco Schneuwly         |
| 28 | Svizzera (bandiera)       | P     | Dominique Aebi          |
| 30 | Costa d'Avorio (bandiera) | C     | Gilles Yapi Yapo        |
| 31 | Ghana (bandiera)          | A     | Joetex Asamoah Frimpong |

## Organigramma societario
Area tecnica
- Allenatore: Martin Andermatt
- Allenatore in seconda: Erminio Piserchia
- Preparatore dei portieri: Peter Kobel
- Preparatori atletici: Harry Körner

## Calciomercato

### Sessione estiva
| Acquisti | Acquisti          | Acquisti        | Acquisti |
| R.       | Nome              | da              | Modalità |
| -------- | ----------------- | --------------- | -------- |
| P        | Paolo Collaviti   | Yverdon         |          |
| A        | João Paulo        | Strasburgo      |          |
| D        | Aron Liechti      | Young Boys II   |          |
| D        | Kader Mangane     | Neuchâtel Xamax |          |
| D        | Miguel Portillo   | Vaduz           |          |
| C        | Alberto Regazzoni | Sion            |          |
| A        | Marco Schneuwly   | Kriens          |          |

| Cessioni | Cessioni          | Cessioni   | Cessioni |
| R.       | Nome              | a          | Modalità |
| -------- | ----------------- | ---------- | -------- |
| D        | Kader Mangane     | Lens       |          |
| C        | Davide Chiumiento | Lucerna    |          |
| P        | Matteo Gritti     | Chiasso    |          |
| D        | Ronny Hodel       | Basilea    |          |
| A        | Marcos            | Ajaccio    |          |
| D        | Davide Redzepi    | Bellinzona |          |

### Sessione invernale
| Acquisti | Acquisti | Acquisti | Acquisti |
| R.       | Nome     | da       | Modalità |
| -------- | -------- | -------- | -------- |

| Cessioni | Cessioni     | Cessioni        | Cessioni |
| R.       | Nome         | a               | Modalità |
| -------- | ------------ | --------------- | -------- |
| A        | Franck Madou | Grasshoppers    |          |
| D        | Toni Kallio  | Fulham          |          |
| A        | Shi Jun      | Lucerna         |          |
| A        | João Paulo   | Neuchâtel Xamax |          |
| D        | Igor N'Ganga | Chiasso         |          |

## Risultati

### Super League

#### Prima fase, girone di andata
| Arbitro: | Rogalla |

|           |           |             |
| Burki 44’ | Marcatori | 14’ Zayatte |

| Arbitro: | Kever |

|                                   |           |                         |
| Yakın 31’ Calvano 34’ Häberli 90’ | Marcatori | 60’ Cabanas 72’ Salatic |

| Arbitro: | Bertolini |

|                               |           |                |
| Lustrinelli 3’ Chiumiento 43’ | Marcatori | 11’, 73’ Yakın |

| Arbitro: | Busacca |

|                                              |           |                  |
| Paulo 2’, 57’ Raimondi 17’ Frimpong 71’, 73’ | Marcatori | 88’ Chipperfield |

| Arbitro: | Wermelinger |

|                                |           |             |
| Everson 23’ Rossi 34’ Coly 90’ | Marcatori | 27’ Mangane |

| Berna 19 agosto 2007, ore 16:00 CEST 6ª giornata | Young Boys | 0 – 0 referto | Thun | Stade de Suisse (23 547 spett.)\| Arbitro: \| Petignat \| |
| Arbitro:                                         | Petignat   |               |      |                                                           |

| Arbitro: | Studer |

|                                              |           |           |
| Abdi 12’, 42’ Chikhaoui 22’, 89’ Raffael 83’ | Marcatori | 88’ Yakın |

| Arbitro: | Circhetta |

|                                              |           |          |
| Calvano 15’ (rig.) Portillo 29’ Frimpong 30’ | Marcatori | 56’ Ural |

| Arbitro: | Kever |

|              |           |                           |
| Adeshina 66’ | Marcatori | 53’ Calvano 61’ Schneuwly |

#### Prima fase, girone di ritorno
| Arbitro: | Rogalla |

|                                              |           |              |
| Kallio 38’, 64’ Hochstrasser 39’ Häberli 44’ | Marcatori | 81’ Sermeter |

| Arbitro: | Laperrière |

|                                     |           |                                  |
| Zárate 2’ Vallori 63’ Jakupović 90’ | Marcatori | 30’ Häberli 47’ Varela 50’ Yakın |

| Arbitro: | Wermelinger |

|                                                                 |           |             |
| Raimondi 49’ Yakın 55’ Häberli 64’, 89’ Paulo 84’ Schneuwly 87’ | Marcatori | 44’ Tchouga |

| Arbitro: | Busacca |

|                                                                   |           |  |
| Majstorović 17’ (rig.) Streller 34’ Chipperfield 52’ Carlitos 74’ | Marcatori |  |

| Arbitro: | Laperrière |

|                                   |           |                              |
| Yakın 3’ Raimondi 12’ Häberli 66’ | Marcatori | 52’ Everson 76’ (rig.) Rossi |

| Thun 4 novembre 2007, ore 16:00 CET 15ª giornata | Thun        | 0 – 0 referto | Young Boys | Lachenstadion (6 800 spett.)\| Arbitro: \| Wermelinger \| |
| Arbitro:                                         | Wermelinger |               |            |                                                           |

| Arbitro: | Circhetta |

|           |           |                    |
| Yakın 70’ | Marcatori | 50’ (rig.) Raffael |

| Arbitro: | Studer |

|                  |           |                                                     |
| Aguirre 24’, 65’ | Marcatori | 7’, 14’, 28’, 72’ Yakın 62’, 66’ Häberli 88’ Varela |

| Arbitro: | Kever |

|                 |           |  |
| Yakın 6’ (rig.) | Marcatori |  |

#### Seconda fase, girone di andata
| Arbitro: | Bertolini |

|                              |           |  |
| Häberli 48’ Yakın 76’ (rig.) | Marcatori |  |

| Arbitro: | Zimmermann |

|                        |           |                                      |
| Bobadilla 7’, 15’, 43’ | Marcatori | 55’, 90’ Raimondi 76’ (rig.) Häberli |

| Arbitro: | Wermelinger |

|                                      |           |             |
| Rossi 32’ (rig.) Szlykowicz 45’, 59’ | Marcatori | 19’ Häberli |

| Arbitro: | Rogalla |

|                                     |           |              |
| Raimondi 34’ Varela 50’ Häberli 83’ | Marcatori | 20’ Adeshina |

| Arbitro: | Petignat |

|  |           |                               |
|  | Marcatori | 43’ (aut.) Christ 75’ Häberli |

| Arbitro: | Schörgenhofer |

|                                         |           |  |
| Ghezal 20’ Hochstrasser 32’ Häberli 85’ | Marcatori |  |

| Arbitro: | Bertolini |

|                                      |           |  |
| Yakın 11’ Raimondi 60’ Yapi Yapo 74’ | Marcatori |  |

| Arbitro: | Circhetta |

|  |           |                                    |
|  | Marcatori | 34’ Yakın 81’ Häberli 86’ Frimpong |

| Arbitro: | Studer |

|                                         |           |                      |
| Ghezal 41’, 85’ Frimpong 88’ Varela 90’ | Marcatori | 4’ Rama 79’ Scarione |

#### Seconda fase, girone di ritorno
| Arbitro: | Busacca |

|  |           |                                                |
|  | Marcatori | 63’ (rig.), 81’ Yakın 77’ Häberli 86’ Raimondi |

| Arbitro: | Petignat |

|  |           |                |
|  | Marcatori | 49’ El-Idrissi |

| Arbitro: | Wermelinger |

|                          |           |  |
| Zé Vítor 20’ Ciccone 39’ | Marcatori |  |

| Arbitro: | Kever |

|                    |           |               |
| Tihinen 81’ (rig.) | Marcatori | 4’, 23’ Yakın |

| Arbitro: | Busacca |

|                                       |           |  |
| Yakın 36’, 55’ Doubaï 60’ Häberli 79’ | Marcatori |  |

| Arbitro: | Rogalla |

|             |           |                                |
| Saborío 13’ | Marcatori | 45’ Kulaksızoğlu 73’ Regazzoni |

| Arbitro: | Bertolini |

|           |           |                           |
| Yakın 73’ | Marcatori | 37’, 62’ Coly 54’ Merenda |

| Arbitro: | Wildhaber |

|                                     |           |  |
| Yakın 40’ (rig.) Häberli 77’ (rig.) | Marcatori |  |

| Arbitro: | Busacca |

|                          |           |  |
| Stocker 13’ Streller 23’ | Marcatori |  |

### Coppa Svizzera
| 16 settembre 2007, ore 15:00 CEST Primo turno | Bavois | 1 – 3 | Young Boys |  |

| 21 ottobre 2007, ore 14:30 CEST Secondo turno | Locarno | 0 – 2 | Young Boys |  |

| 25 novembre 2007, ore 14:30 CET Ottavi di finale | Chiasso | 0 – 1 | Young Boys |  |

| 16 dicembre 2007, ore 15:30 CET Quarti di finale | Neuchâtel Xamax | 3 – 2 | Young Boys |  |

### Coppa UEFA

#### Fase di qualificazione
| Arbitro: | Svilokos |

|              |           |             |
| Kakosyan 67’ | Marcatori | 17’ Mangane |

| Arbitro: | Sidenko |

|                                          |           |  |
| Paulo 11’, 42’ Calvano 21’ Schneuwly 58’ | Marcatori |  |

| Arbitro: | Sandmoen |

|             |           |                 |
| Calvano 70’ | Marcatori | 74’ Monterrubio |

| Arbitro: | Clattenburg |

|                                                       |           |            |
| Dindane 13’, 58’ Akalé 16’ Carrière 67’ Feindouno 89’ | Marcatori | 32’ Varela |

## Statistiche

### Statistiche di squadra
| Competizione   | Punti | In casa | In casa | In casa | In casa | In casa | In casa | In trasferta | In trasferta | In trasferta | In trasferta | In trasferta | In trasferta | Totale | Totale | Totale | Totale | Totale | Totale | DR  |
| Competizione   | Punti | G       | V       | N       | P       | Gf      | Gs      | G            | V            | N            | P            | Gf           | Gs           | G      | V      | N      | P      | Gf     | Gs     | DR  |
| -------------- | ----- | ------- | ------- | ------- | ------- | ------- | ------- | ------------ | ------------ | ------------ | ------------ | ------------ | ------------ | ------ | ------ | ------ | ------ | ------ | ------ | --- |
| Super League   | 70    | 18      | 14      | 2       | 2       | 48      | 16      | 18           | 7            | 5            | 6            | 34           | 33           | 36     | 21     | 7      | 8      | 82     | 49     | +33 |
| Coppa Svizzera | -     | 0       | 0       | 0       | 0       | 0       | 0       | 4            | 3            | 0            | 1            | 8            | 4            | 4      | 3      | 0      | 1      | 8      | 4      | +4  |
| Coppa UEFA     | -     | 2       | 1       | 1       | 0       | 5       | 1       | 2            | 0            | 1            | 1            | 2            | 6            | 4      | 1      | 2      | 1      | 7      | 7      | 0   |
| Totale         | 70    | 20      | 15      | 3       | 2       | 53      | 17      | 24           | 10           | 6            | 8            | 44           | 43           | 44     | 25     | 9      | 10     | 97     | 60     | +37 |

### Andamento in campionato
| Giornata  | 1 | 2 | 3 | 4 | 5 | 6 | 7 | 8 | 9 | 10 | 11 | 12 | 13 | 14 | 15 | 16 | 17 | 18 | 19 | 20 | 21 | 22 | 23 | 24 | 25 | 26 | 27 | 28 | 29 | 30 | 31 | 32 | 33 | 34 | 35 | 36 |
| --------- | - | - | - | - | - | - | - | - | - | -- | -- | -- | -- | -- | -- | -- | -- | -- | -- | -- | -- | -- | -- | -- | -- | -- | -- | -- | -- | -- | -- | -- | -- | -- | -- | -- |
| Luogo     | T | C | T | C | T | C | T | C | T | C  | T  | C  | T  | C  | T  | C  | T  | C  | C  | T  | T  | C  | T  | C  | C  | T  | C  | T  | C  | T  | T  | C  | T  | C  | C  | T  |
| Risultato | N | V | N | V | P | N | P | V | V | V  | N  | V  | P  | V  | N  | N  | V  | V  | V  | N  | P  | V  | V  | V  | V  | V  | V  | V  | P  | P  | V  | V  | V  | P  | V  | P  |
| Posizione | 4 | 3 | 3 | 2 | 4 | 4 | 5 | 4 | 3 | 3  | 3  | 3  | 3  | 3  | 3  | 3  | 3  | 3  | 3  | 2  | 3  | 2  | 2  | 2  | 2  | 2  | 2  | 1  | 2  | 2  | 2  | 2  | 1  | 2  | 2  | 2  |

Legenda:

Luogo: C = Casa; T = Trasferta. Risultato: V = Vittoria; N = Pareggio; P = Sconfitta.

### Statistiche dei giocatori
| Giocatore       | Super League | Super League | Super League | Super League | Coppa UEFA | Coppa UEFA | Coppa UEFA  | Coppa UEFA | Totale   | Totale | Totale      | Totale     |
| Giocatore       | Presenze     | Reti         | Ammonizioni  | Espulsioni   | Presenze   | Reti       | Ammonizioni | Espulsioni | Presenze | Reti   | Ammonizioni | Espulsioni |
| --------------- | ------------ | ------------ | ------------ | ------------ | ---------- | ---------- | ----------- | ---------- | -------- | ------ | ----------- | ---------- |
| D. Aebi         | 0            | 0            | 0            | 0            | 0          | 0          | 0           | 0          | 0        | 0      | 0           | 0          |
| T. Calvano      | 21           | 3            | 6            | 0            | 4          | 2          | 1           | 0          | 25       | 5      | 7           | 0          |
| P. Collaviti    | 5            | 0            | 0            | 0            | 1          | 0          | 0           | 0          | 6        | 0      | 0           | 0          |
| T. Doubaï       | 23           | 1            | 5            | 0            | 0          | 0          | 0           | 0          | 23       | 1      | 5           | 0          |
| J. Frimpong     | 22           | 5            | 0            | 1            | 4          | 0          | 0           | 0          | 26       | 5      | 0           | 1          |
| S. Ghezal       | 15           | 3            | 4            | 0            | 0          | 0          | 0           | 0          | 15       | 3      | 4           | 0          |
| X. Hochstrasser | 29           | 2            | 5            | 0            | 1          | 0          | 0           | 0          | 30       | 2      | 5           | 0          |
| T. Häberli      | 28           | 18           | 4            | 0            | 1          | 0          | 0           | 0          | 29       | 18     | 4           | 0          |
| T. Kallio       | 6            | 2            | 0            | 0            | 3          | 0          | 0           | 0          | 9        | 2      | 0           | 0          |
| E. Kavak        | 6            | 0            | 0            | 0            | 1          | 0          | 0           | 0          | 7        | 0      | 0           | 0          |
| B. Kulaksızoğlu | 13           | 1            | 1            | 0            | 0          | 0          | 0           | 0          | 13       | 1      | 1           | 0          |
| A. Liechti      | 10           | 0            | 3            | 0            | 0          | 0          | 0           | 0          | 10       | 0      | 3           | 0          |
| F. Madou        | 2            | 0            | 0            | 0            | 0          | 0          | 0           | 0          | 2        | 0      | 0           | 0          |
| K. Mangane      | 7            | 1            | 2            | 0            | 2          | 1          | 0           | 0          | 9        | 2      | 2           | 0          |
| A. N'Diaye      | 0            | 0            | 0            | 0            | 0          | 0          | 0           | 0          | 0        | 0      | 0           | 0          |
| I. N'Ganga      | 0            | 0            | 0            | 0            | 0          | 0          | 0           | 0          | 0        | 0      | 0           | 0          |
| J. Paulo        | 15           | 3            | 0            | 1            | 4          | 2          | 0           | 0          | 19       | 5      | 0           | 1          |
| M. Portillo     | 32           | 1            | 4            | 0            | 3          | 0          | 0           | 0          | 35       | 1      | 4           | 0          |
| M. Raimondi     | 36           | 8            | 2            | 0            | 4          | 0          | 1           | 0          | 40       | 8      | 3           | 0          |
| A. Regazzoni    | 24           | 1            | 4            | 0            | 4          | 0          | 0           | 0          | 28       | 1      | 4           | 0          |
| C. Schneuwly    | 2            | 0            | 0            | 0            | 2          | 0          | 0           | 0          | 4        | 0      | 0           | 0          |
| M. Schneuwly    | 30           | 2            | 3            | 0            | 4          | 1          | 1           | 0          | 34       | 3      | 4           | 0          |
| C. Schwegler    | 30           | 0            | 10           | 1            | 3          | 0          | 1           | 0          | 33       | 0      | 11          | 1          |
| J. Shi          | 4            | 0            | 0            | 0            | 0          | 0          | 0           | 0          | 4        | 0      | 0           | 0          |
| C. Varela       | 29           | 4            | 8            | 2            | 4          | 1          | 2           | 0          | 33       | 5      | 10          | 2          |
| M. Wölfli       | 32           | 0            | 2            | 0            | 3          | 0          | 0           | 0          | 35       | 0      | 2           | 0          |
| H. Yakın        | 32           | 24           | 10           | 0            | 3          | 0          | 1           | 0          | 35       | 24     | 11          | 0          |
| G. Yapi Yapo    | 23           | 1            | 3            | 1            | 3          | 0          | 0           | 0          | 26       | 1      | 3           | 1          |
| K. Zayatte      | 23           | 1            | 10           | 0            | 2          | 0          | 0           | 1          | 25       | 1      | 10          | 1          |